# Conferencia del Episcopado Dominicano

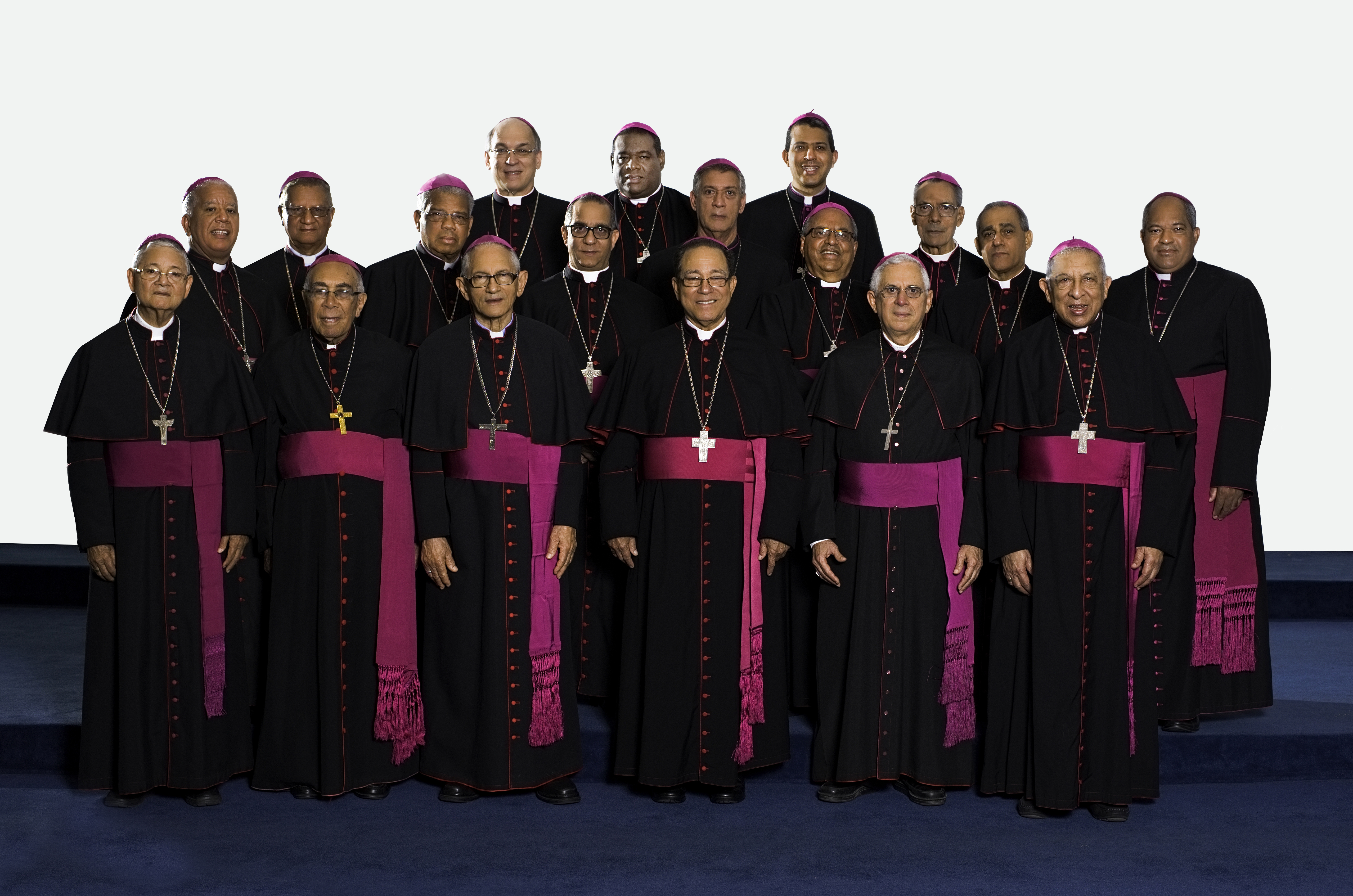
Obispos Dominicanos en 2017

La Conferencia del Episcopado Dominicano (CED) es una institución de carácter permanente erigida por la Santa Sede, que, conforme al derecho canónico, es la asamblea de los obispos de la República Dominicana, ejerciendo unidos diversas funciones pastorales respecto de los fieles de todo el territorio nacional. Esta Conferencia Episcopal consta de personalidad jurídica  y es reconocida por las leyes de República Dominicana en virtud también del Concordato entre la Santa Sede y el Estado Dominicano.

## Historia
Hasta 1953 existía en el país solamente una jurisdicción eclesiástica; la sede de Santo Domingo, Primada de América, la cual cubría todo el territorio nacional. El 25 de septiembre de 1953, por la Bula Si magna et excelsa, quedan erigidas las diócesis de Santiago de los Caballeros y de La Vega, y la Prelatura Nullius de San Juan de la Maguana. Luego se crearían las diócesis de La Altagracia-Higüey, Barahona, San Francisco de Macorís, Mao-Montecristi y la Diócesis de Baní.
Con estas nuevas divisiones territoriales, y por consiguiente, nuevos obispos, en 1954 se crea la Comisión Episcopal Nacional de la República Dominicana, con anterioridad a la I Conferencia General del Episcopado Latinoamericano de Río de Janeiro (1955). A partir de este momento existen varios documentos firmados por los obispos de entonces:Mons. Ricardo Paolo Pittini Piussi, Mons. Octavio Antonio Beras Rojas, Mons. Hugo Eduardo Polanco Brito, Mons. Fr. Leopoldo de Ubrique y Mons. Tomás Francisco Reilly.
El 9 de septiembre de 1962, el Episcopado Dominicano fundó  en Santiago de los Caballeros la  Universidad Católica Madre y Maestra, constituyendo la primera universidad privada dominicana, la segunda del país y la primera fuera de Santo Domingo. Actualmente esta institución es considerada una de las mejores y representa uno de los mayores aportes a la sociedad de esta conferencia episcopal. En ese mismo año la Santa Sede aprueba los estatutos de la Conferencia "ad experimentum" por cinco años, y el 22 de septiembre de 1962 se constituye formalmente. Tuvo su primera asamblea plenaria del 29 al 31 de julio de 1963. Sus primeros obispos fueron Mons. Octavio Antonio Beras Rojas (Arzobispo Metropolitano de Santo Domingo), Mons. Hugo Eduardo Polanco Brito (Obispo de Santiago de los Caballeros), Mons. Francisco Panal Ramírez, O.F.M. Cap. (Obispo de La Vega)., Mons. Juan Félix Pepén y Solimán (Obispo de La Altagracia de Higüey) y Mons. Tomás Francisco Reilly, C.SS.R. (Prelado Nullius de San Juan de la Maguana).
En 1966 se crean las primeras Comisiones Episcopales. La actual sede de la Conferencia se comenzó a construir en el año 2000. Su bendición e inauguración fue el día 3 de julio de 2005.

## División eclesiástica de República Dominicana

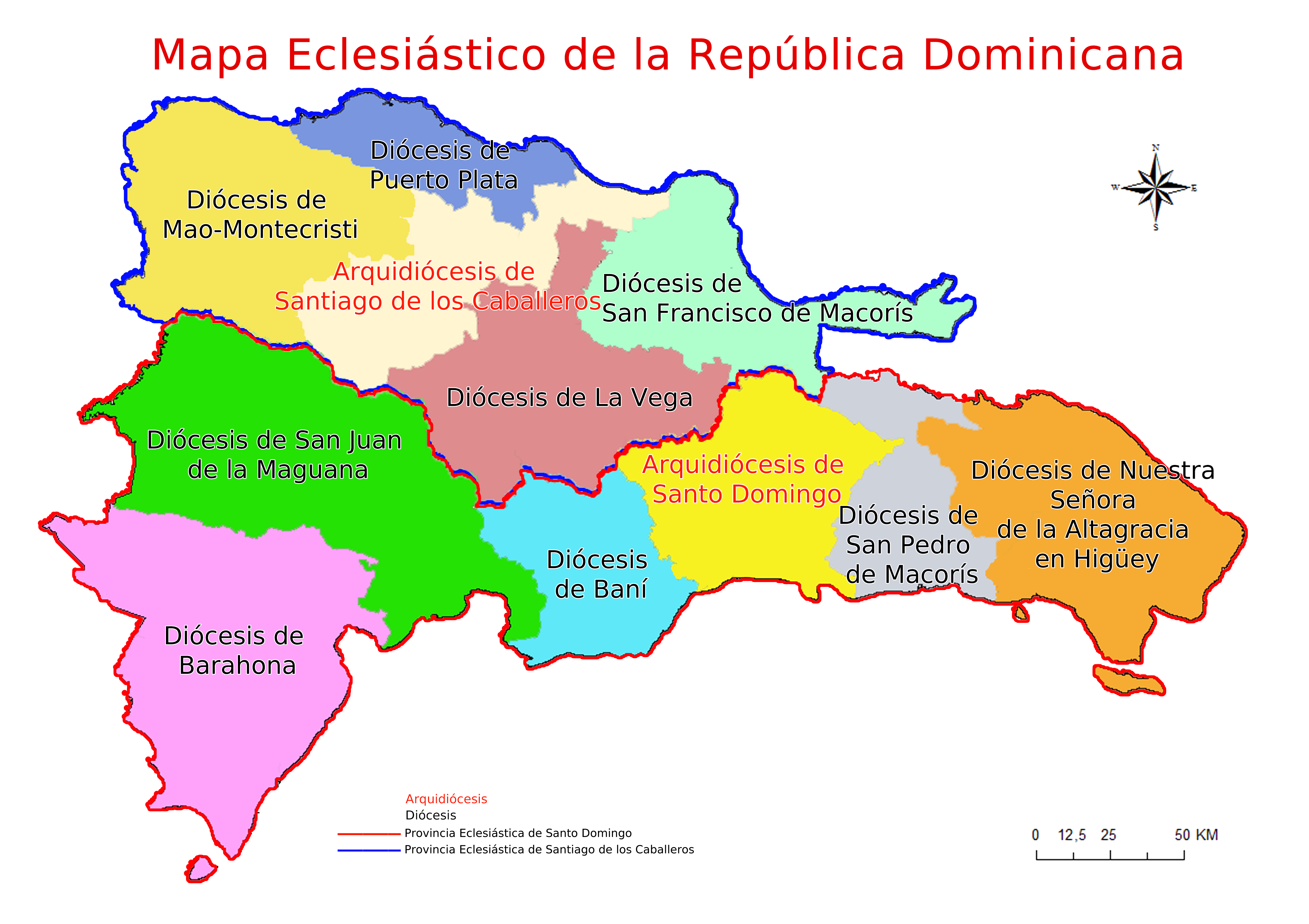
División territorial de las Diócesis de República Dominicana

La República Dominicana se divide territorialmente en dos provincias eclesiásticas, conformadas por dos arquidiócesis y nueve diócesis, y también un ordinariato militar. Esta es su organización:

### Provincia eclesiástica de Santo Domingo
Conformada por la Arquidiócesis de Santo Domingo y sus diócesis sufragáneas:
- Diócesis de Baní
- Diócesis de San Juan de la Maguana
- Diócesis de Barahona
- Diócesis de San Pedro de Macorís
- Diócesis de Nuestra Señora de la Altagracia en Higüey

### Provincia eclesiástica de Santiago de los Caballeros
Conformada por la Arquidiócesis de Santiago de los Caballeros y sus diócesis:
- Diócesis de La Vega
- Diócesis de San Francisco de Macorís
- Diócesis de Mao-Monte Cristi
- Diócesis de Puerto Plata

### Ordinariato Militar u Obispado Castrense
Para la atención de los militares y sus familias, fue creado el Obispado Castrense de la República Dominicana, y territorialmente corresponde a todas las instituciones militares y policiales en el país, con sus respectivas parroquias. El obispo castrense ordinariamente es el arzobispo protémpore de Santo Domingo.

## Presidentes de la Conferencia del Episcopado Dominicano
|    | Imagen | Nombre                                                             | Escudo |
| -- | ------ | ------------------------------------------------------------------ | ------ |
| 1º |        | Octavio Antonio Cardenal Beras Rojas 1962 - 1979                   |        |
| 2º |        | Juan Antonio Flores Santana 1979 - 1981                            |        |
| 3º |        | Hugo Eduardo Polanco Brito 1981 - 1984                             |        |
| 4º |        | Nicolás de Jesús Cardenal López Rodríguez 1984 - 2002; 2008 - 2014 |        |
| 5º |        | Ramón Benito de la Rosa y Carpio 2002 - 2008                       |        |
| 6º |        | Gregorio Nicanor Peña Rodríguez 2014 - 2017                        |        |
| 7º |        | Diómedes Espinal de León 2017 - 2020                               |        |
| 8º |        | Freddy Antonio de Jesús Bretón Martínez 2020 - 2023                |        |
| 9º |        | Héctor Rafael Rodríguez Rodríguez 2023 - actualidad                |        |

## Miembros actuales
Son miembros de la CED los Obispos Diocesanos y quienes se les equiparan en el derecho, así como los Obispos Coadjutores, Auxiliares y los demás Obispos Titulares que desempeñan una función especial para todo el país o una región determinada, encomendada por la Santa Sede o por la Conferencia del Episcopado Dominicano. Durante la sede vacante de alguna iglesia particular, también forman parte de la CED los administradores diocesanos y/o apostólicos aunque no sean obispos. Actualmente estos son:
| Arzobispo Metropolitano de Santiago de los Caballeros Gran Canciller de la PUCMM Presidente de la CED |

| Obispo de Nuestra Señora de la Altagracia en Higüey Vicepresidente de la CED |

| Arzobispo Metropolitano de Santo Domingo Primado de América Ordinario Castrense de República Dominicana |

| Obispo de Baní Secretario General de la CED |

| Obispo de Mao-Montecristi |

| Obispo de Puerto Plata |

| Obispo de Barahona |

| Obispo de La Vega |

| Obispo de San Pedro de Macorís |

| Obispo de San Juan de la Maguana |

| Obispo de San Francisco de Macorís |

| Obispo titular de Tacia Montana Obispo Auxiliar de Santo Domingo |

| Obispo titular de Autenti Obispo Auxiliar Electo de Santiago de los Caballeros |

## Obispos eméritos
Según los estatutos de la CED, aunque los obispos eméritos no formen parte activa del organismo, tienen voto consultivo y se procurará que participen en algunas comisiones de estudio, cuando se traten temas en los cuales ellos sean especialmente competentes. Actualmente estos son:
| Cardenal Presbítero de San Pío X alla Balduina Arzobispo emérito de Santo Domingo |

| Arzobispo Emérito de Santiago de los Caballeros |

| Arzobispo Emérito de Santiago de los Caballeros |

| Obispo Emérito de San Francisco de Macorís |

| Obispo Emérito de La Vega |

| Obispo Emérito de Barahona |

| Obispo Emérito de San Juan de la Maguana |

| Obispo Emérito de Nuestra Señora de la Altagracia en Higüey |

| Obispo Emérito de San Francisco de Macorís |

| Obispo titular de Mades Obispo Auxiliar Emérito de Santiago de los Caballeros |

| Obispo titular de Febiana Obispo Auxiliar Emérito de Santo Domingo |

| Obispo Emérito de Baní |

## Miembros Históricos
- Octavio Antonio Beras Rojas
- Hugo Eduardo Polanco Brito
- Francisco Panal Ramírez, O.F.M. Cap.
- Juan Félix Pepén y Solimán
- Tomás Francisco Reilly, C.S.S.R.
- Jerónimo Tomás Abreu Herrera
- Roque Antonio Adames Rodríguez
- Ronald Gerard Connors, C.SS.R.
- Francisco José Arnáiz Zarandona, S.J.
- Juan Antonio Flores Santana
- Amancio Escapa Aparicio, O.C.D.
- Fabio Mamerto Rivas Santos, S.D.B.
- Pablo Cedano Cedano
- Príamo Pericles Tejada Rosario

## Organización

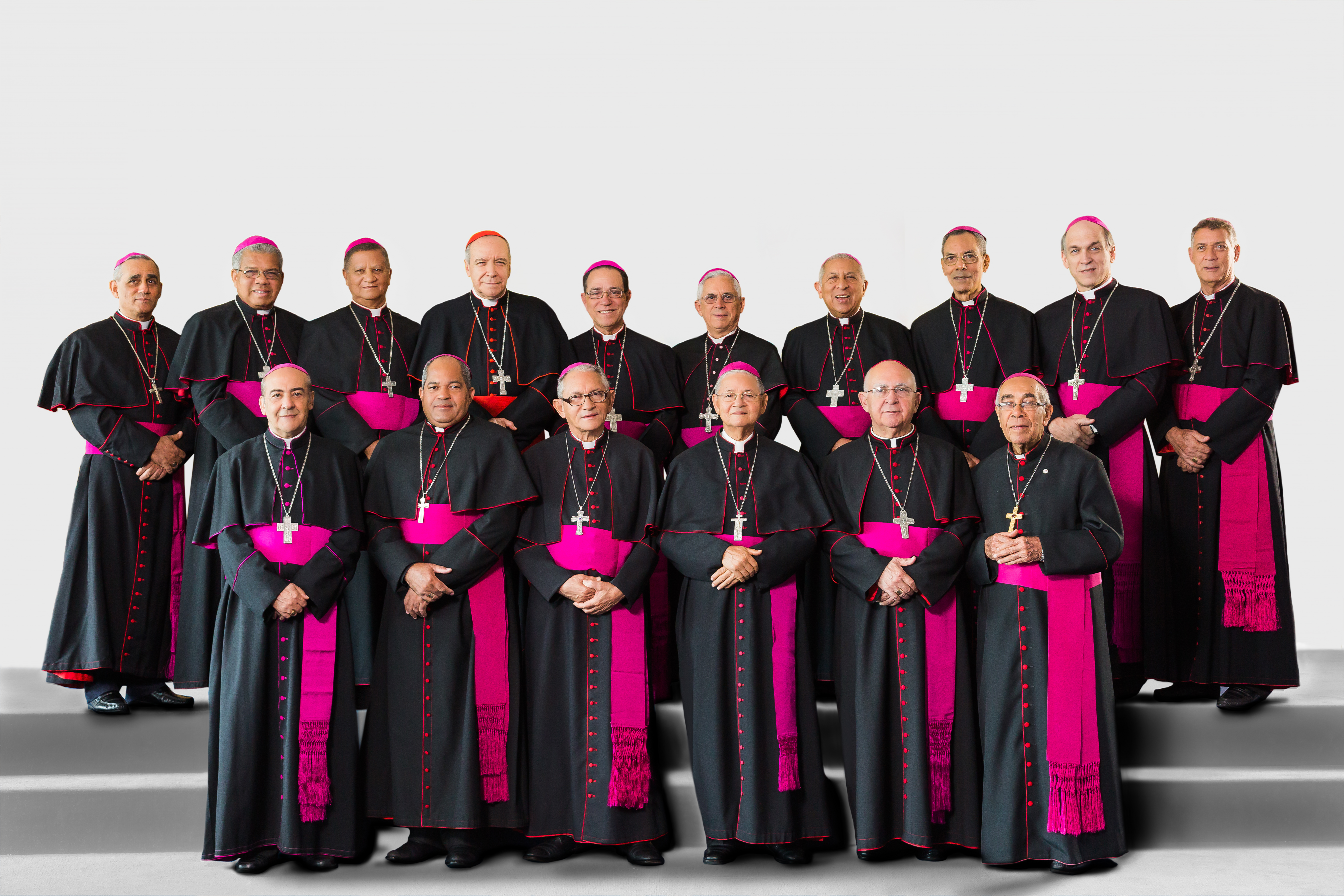
Obispos Dominicanos en 2014

Además de la Asamblea Plenaria son órganos de la Conferencia del Episcopado Dominicano: el Consejo Permanente, el Secretariado General y las Comisiones Episcopales.

### Consejo Permanente
| Presidente                               | Vicepresidente     | Miembro                          | Miembro                         | Miembro                 |
| ---------------------------------------- | ------------------ | -------------------------------- | ------------------------------- | ----------------------- |
| Héctor Rafael Rodríguez Rodríguez M.S.C. | Jesús Castro Marte | Ramón Alfredo de la Cruz Baldera | Andrés Napoleón Romero Cárdenas | Faustino Burgos Brisman |

### Comisiones Episcopales
| Formación y Espiritualidad | Palabra y Liturgia              | Familia                       | Pastoral Social           | Educación                      | Pastoral de la Movilidad Humana |
| -------------------------- | ------------------------------- | ----------------------------- | ------------------------- | ------------------------------ | ------------------------------- |
| Francisco Ozoria Acosta    | Gregorio Nicanor Peña Rodríguez | José Dolores Grullón Estrella | Julio César Corniel Amaro | Ramón Benito Ángeles Fernández | Diómedes Espinal de León        |

## Organismos vinculados
1. Pontificia Universidad Católica Madre y Maestra Página Principal
2. Instituto Nacional de Pastoral
3. Centro Dominicano de Asesoría e Investigación Legal (CEDAIL)
4. Cáritas Dominicana Página Principal
5. Tribunal Eclesiástico Nacional de Segunda Instancia